# Avatar: The Last Airbender
Avatar: The Last Airbender (tạm dịch: Thế Thần: Ngự khí sư cuối cùng) là một bộ phim hoạt hình Mỹ được chia thành ba phần bởi Nickelodeon từ tháng 2 năm 2005 đến tháng 7 năm 2008. Bộ phim được tạo ra và sản xuất bởi Michael Dante DiMartino và Bryan Konietzko. Avatar: The Last Airbender được đặt trong một thế giới Á Đông mà trong đó một số nguyên tố cơ bản có thể được điều khiển bởi các biến thể tâm linh của võ thuật Trung Hoa, còn được biết như là "ngự thuật" (bending). Bộ phim kết hợp những phong cách của anime Nhật Bản và hoạt hình cartoon Mỹ.
Bộ phim kể về cuộc phiêu lưu của nhân vật chính mười hai tuổi Aang và nhóm bạn, những người phải mang hòa bình và cứu thế giới khỏi cuộc chiến xâm lược đế quốc của Hỏa Quốc với ba quốc gia khác. Bộ phim đã được đề cử và thắng các giải thưởng như giải Annie, giải Genesis và giải Emmy. Mùa một của bộ phim đã được chuyển thể thành một phiên bản điện ảnh, với tựa đề The Last Airbender, đạo diễn bởi M. Night Shyamalan.
Vào tháng 4 năm 2012, phần phim tiếp theo The Legend of Korra chính thức ra mắt trên Nickelodeon, cốt truyện diễn ra 70 năm sau khi kết thúc dòng truyện Avatar: The Last Airbender, về Thế Thần tiếp theo Aang, Korra của Nam Thủy Tộc.

## Tổng quan

### Bối cảnh
Avatar: The Last Airbender diễn ra trong trong một thế giới tưởng tượng là nhà của con người, động vật tưởng tượng, và thần hồn. Nền văn minh của con người được chia thành bốn quốc gia: Thủy Tộc, Thổ Triều, Hỏa Quốc và Phong Tự. Mỗi quốc gia có một nguyên tố tự nhiên của mình, dựa trên nền tảng xã hội của mỗi cộng đồng. Trong mỗi quốc gia đều tồn tại người được gọi là "Ngự Thuật Sư" (Bender), những người có năng lực bẩm sinh và khả năng kiểm soát và thao tác nguyên tố cùng tên với quốc gia của họ (chẳng hạn: Ngự Khí Sư, Ngự Thủy Sư, Ngự Thổ Sư, Ngự Hoả Sư,...).
Có ba cấp độ ngự thuật, "ngự nhân" chỉ chung cho toàn thể những người có khả năng điều khiển và thao tác nguyên tố và xếp theo bậc cơ bản nhất, cấp độ "ngự sư" hay "bậc thầy của ngự thuật" dùng cho những ngự nhân đã thuần thục các nguyên tố, phong cách chiến đấu điêu luyện và giàu kinh nghiệm (tương ứng với mỗi nguyên tố: Ngự Khí Sư, Ngự Thủy Sư, Ngự Thổ Sư, Ngự Hoả Sư), và cấp độ cuối cùng là cấp độ "Thế Thần" (Avatar), chỉ dành cho những người có khả năng thực hiện những kỳ công ngự thuật với sức mạnh to lớn mà người thường không thể làm được, và chỉ có duy nhất Thế Thần và các tinh linh thuộc các thuộc tính nguyên tố tương ứng mới được xếp vào cấp độ này.
Những nhà sáng lập của chương trình thừa nhận mỗi môn ngự thuật có một phong cách riêng của võ thuật, làm cho nó kế thừa những ưu điểm và điểm yếu của các môn võ thuật được chỉ định. Bốn loại của ngự thuật là Ngự Thủy Thuật, Ngư Thổ Thuật, Ngự Hoả Thuật và Ngự Khí Thuật.

Bản đồ của tứ quốc. Kí tự trên đầu, 群雄四分, đọc là "Quần hùng tứ phân". Các kí tự dành cho bốn quốc gia từ trái sang phải, từ trên xuống dưới là 水善 (Thủy Thiện), 土強 (Thổ Cường), 火烈 (Hoả Liệt) và 气和 (Khí Hoà). Dòng chữ bên dưới, 天下一匡, đọc là "Thiên hạ nhất khuông".

Mỗi thế hệ xuất hiện một người có khả năng kiểm soát và thao tác tất cả bốn yếu tố, Thế Thần, linh hồn của vũ trụ hóa thân vào hình dạng con người. Khi một Thế Thần chết đi, Thế Thần ấy sẽ được luân hồi vào quốc gia kế tiếp trong chu kỳ Thế Thần: Thổ Triều, Hỏa Quốc, Phong Tự và Thủy Tộc. Huyền thoại giữ Thế Thần phải nắm vững từng môn ngự thuật theo thứ tự, bắt đầu với nguyên tố bản địa của mình. Điều này đôi khi có thể có ngoại lệ khi tình hình đòi hỏi, như Aang đã thể hiện trong chương trình. Đối với Thế Thần, học tập cách chế ngự nguyên tố xung khắc với nguyên tố bản địa của mình có thể cực kỳ thách thức và khó khăn. Điều này là do sự đối lập ngự thuật được dựa trên mối tương phản trong phong cách chiến đấu và kỷ luật. Ngự hỏa thuật và ngự thủy thuật là đối lập, cũng như ngự thổ thuật và ngự khí thuật.
Thế Thần sở hữu một sức mạnh và khả năng duy nhất được gọi là Trạng thái Thế Thần (Avatar State); một cơ chế tự vệ được ban cho Thế Thần với tất cả các kiến thức, quyền hạn và khả năng của tất cả các Thế Thần trong quá khứ và hành động như là một cơ chế bảo vệ tự kích hoạt, mặc dù nó có thể được thực hiện tùy thuộc vào ý muốn nếu người sử dụng mở thông các chakra của cơ thể. Nếu một Thế Thần chết trong Trạng thái Thế Thần, chu kỳ luân hồi sẽ bị phá vỡ, và Thế Thần sẽ chấm dứt tồn tại. Thông qua các thời đại, hiện thân vô số Thế Thần đã phục vụ để giữ cho bốn quốc gia trong sự hòa hợp, và duy trì hòa bình và trật tự thế giới. Thế Thần cũng đóng vai trò như một chiếc cầu nối giữa thế giới vật chất và thế giới tâm linh, nhờ đó họ có thể giải quyết vấn đề mà một ngự nhân bình thường không thể. Một khả năng mà không ai ngoài Thế Thần có thể làm được là ngự năng thuật, như Aang đã chứng minh trong trận chiến với Hỏa vương Ozai tại Rừng Wulong.

### Ảnh hưởng văn hóa
Avatar vay mượn rộng rãi từ nghệ thuật châu Á và thần thoại để tạo ra vũ trụ hư cấu. Thiết kế nhân vật của chương trình bị ảnh hưởng bởi cả phim hoạt hình Mỹ và anime, tuy nhiên, chương trình không được coi là một "anime" bởi nguồn gốc của nó nằm tại Hoa Kỳ. Những ảnh hưởng được quy định rõ ràng bao gồm nghệ thuật và lịch sử Trung Quốc, trang phục Hàn Quốc và những câu chuyện dân gian, anime Nhật Bản, Ấn Độ giáo, Đạo giáo, Phật giáo, và Yoga.
Phong cách thư pháp chữ Hán Á Đông truyền thống được sử dụng cho hầu hết tất cả các văn bản trong chương trình. Đối với mỗi thể hiện của thư pháp, một phong cách thích hợp được sử dụng, khác nhau từ kịch bản đóng dấu (cổ hơn) đến kịch bản văn phòng. Chương trình sử dụng nhà thư pháp Siu-Leung Lee là một nhà cố vấn và dịch giả.
Các chiêu thức di chuyển của biên đạo võ thuật và ngự thuật chịu ảnh hưởng sâu sắc bởi điện ảnh châu Á. Loạt phim phương Tây như Chiến tranh giữa các vì sao, và hàng loạt chương trình từ văn học như Harry Potter và Chúa tể của những chiếc nhẫn, là những ảnh hưởng nặng nề trong việc phát triển câu chuyện của Avatar. Trong một cuộc phỏng vấn, các nhà sáng lập tiết lộ rằng họ muốn nói với sử thi của họ "câu chuyện huyền thoại và tình yêu".
Avatar dựa trên tứ đại (bốn nguyên tố) cổ điển quen thuộc với các triết lý cổ xưa nhất (chứ không phải là ngũ hành cổ điển Trung Hoa) cho ngự thuật của chúng: thủy, thổ, hỏa và khí. Mặc dù mỗi thứ có biến thể riêng của mình, triết lý cổ xưa nhất kết hợp bốn nguyên tố trong một số cách: ví dụ bao gồm các cổ điển Ấn Độ giáo, Phật giáo, Hy Lạp và nguyên tố truyền thống Nhật Bản.

### Phong cách võ thuật
Vũ đạo chiến đấu của chương trình được đúc kết từ võ thuật, phong cách chiến đấu và vũ khí được dựa trên võ thuật Trung Hoa, với mỗi môn ngự thuật tương ứng với một phong cách thực tế nhất định. Các nhà sáng lập tham chiếu Bát quái chưởng cho ngự khí thuật, Hồng Gia quyền cho ngự thổ thuật, võ công Bắc Thiếu Lâm cho ngự hỏa thuật và Thái cực quyền cho ngự thủy thuật. Ngoại lệ duy nhất cho trường hợp này là Toph Beifong, người sử dụng phong cách Đường Lang Quyền của Châu Gia Nam Thiếu Lâm. Loạt phim tuyển dụng Sifu Kisu từ Hiệp hội Võ sĩ Trung Quốc Ôn hòa làm một nhà tư vấn về võ thuật.

## Cốt truyện chính

### Tiền truyện
vào 100 năm trước, khi Sao chổi Sozin đến (Sao chổi được theo tên hỏa vương So in), Hỏa vương Sozin đã lợi dụng cơ hội này phát động một cuộc chiến tranh xâm lược toàn cầu. Vì tham vọng lớn lao này chỉ có thể bị đe dọa bởi Thế Thần, nên Hỏa Quốc phát động tấn công vào Phong Tộc, quốc gia bản địa của Thế Thần hiện tại, nhằm tiêu diệt toàn bộ người dân bản địa và Thế Thần lúc này chưa trưởng thành, để trừ hậu họa, và hơn nữa để phá vỡ tính tuần hoàn của chu kỳ Thế Thần, làm cho bậc quyền năng sẽ không còn tồn tại trên thế giới. Hậu quả của cuộc diệt chủng toàn diện trên bốn ngôi khí tự đã xóa sổ hoàn toàn nền văn minh Phong Tộc. Tuy nhiên, cậu bé 12 tuổi, Aang của Nam Phong Tự, đã vô tình bỏ đi cùng với chú bò rừng bay Appa vài ngày ngay trước cuộc tấn công bắt đầu và thoát khỏi số phận diệt vong, và hơn nữa, cậu chính là vị Avatar mà người Hỏa Quốc truy sát, "Ngự khí sư cuối cùng". Không may thay, trên đường đi, cậu gặp một cơn bão lớn và bị nhấn chìm dưới đại dương gần Nam Thủy Tộc trong trạng thái đóng băng suốt một trăm năm. Và sau khoảng thời gian ấy trôi qua, Hỏa Quốc đã gần xâm lược toàn bộ thế giới và chỉ còn những ngày cuối cùng để giành lấy chiến thắng tuyệt đối.

### Quyển Một: Thủy (水)
Aang và Appa đã được đánh thức một trăm năm sau đó bởi hai anh em của Thủy Tộc phương Nam, Katara và Sokka. Aang biết được rằng Hỏa Quốc đã khơi mào cuộc chiến một trăm năm trước, ngay sau khi cậu biến mất. Quân Hỏa Quốc đã khai hỏa mở cuộc chiến dịch chinh phục toàn cầu để phát động một cuộc tấn công diệt chủng Khí Tộc mà điều đó đã đưa toàn bộ tộc người của Aang đến bờ diệt vong, làm cậu trở thành "Tiết khí sư cuối cùng" còn sót lại duy nhất. Aang nhận ra rằng cậu phải thực hiện vận mệnh của mình là trở thành một Thế Thần nhận thức đầy đủ và phục hồi lại sự cân bằng cho thế giới bằng cách đánh bại Hỏa Quốc. Aang đặt ra nhiệm vụ phải chế ngự được ba nguyên tố mà cậu chưa học: thủy, thổ và hỏa. Cùng với Katara và Sokka, Aang quyết định đi đến Thủy Tộc phương Bắc đầu tiên để tìm một tiết thủy sư.
Aang sớm phát hiện rằng Sao chổi Sozin, thứ mà Hỏa vương Sozin đã lấy làm sức mạnh hỗ trợ để bắt đầu cuộc chiến tranh, sẽ trở lại vào mùa hè sắp tới, cho Hỏa Quốc đủ quyền năng để kết thúc chiến tranh trong huy hoàng. Aang nhận ra rằng cậu phải làm chủ được cả bốn nguyên tố và kết thúc chiến tranh trước khi sao chổi đến. Trong hầu hết các cuộc du hành của họ đến Bắc Cực, cả nhóm bị đuổi bắt bởi Zuko, vị Hoàng tử Hỏa Quốc bị trục xuất và là con trai của Hỏa vương Ozai, người bị ám ảnh bởi việc bắt được Aang để khôi phục lại danh dự bị mất cho bản thân.

### Quyển Hai: Thổ (土)
Sau khi rời khỏi Bắc Cực và đã thuần thục được ngự thủy thuật, Aang du hành đến Thổ Quốc để học cách làm chủ nguyên tố đất. Ở đó, cả nhóm gặp Toph, một tiết thổ sư phi thường bị mù, người trở thành sư phụ thứ hai của Aang. Cùng lúc đó, họ đã khám phá ra thông tin về hiện tượng Nhật thực sắp đến sẽ khiến cho Hỏa Quốc trở nên yếu hơn bao giờ hết và khẳng định đó là thời khắc quan trọng để tấn công Hỏa Quốc. Cả nhóm đấu tranh để tìm đến sự giúp đỡ của Thổ vương, nhưng bị chệch hướng bởi việc Appa bị bắt cóc. Lúc này, Hoàng tử Zuko đang đấu tranh nội tâm, trong khi em gái của anh - Azula cùng Mai và Ty Lee mở cuộc rượt đuổi cả nhóm và cả ba bên đều đến được Ba Sing Se. Azula sắp đặt một cuộc đảo chính từ bên trong, lật đổ Thổ vương và phá hủy mọi hy vọng về một cuộc xâm lược quy mô lớn vào Hỏa Quốc.

### Quyển Ba: Hỏa (火)
Cả nhóm phục hồi sau thất bại ở Ba Sing Se, và đi đến kế hoạch cho một cuộc xâm lược có quy mô nhỏ hơn. Vào ngày Nhật thực, nhóm của Aang và một băng các chiến binh tiến hành một cuộc xâm lược nhỏ, và cuối cùng dẫn đến thất bại. Zuko đối mặt với cha mình và anh lên tiếng chống lại Hỏa Quốc. Sau một loạt các sự kiện, anh đã có được lòng tin của các thành viên trong nhóm của Aang và trở thành sư phụ ngự hỏa thuật của Aang. Aang và Zuko đã mở khóa bí mật của ngự hỏa thuật từ các Chiến binh Mặt Trời, Sokka và Zuko sau đó du hành đến một nhà tù của Hỏa Quốc tên Đá Sôi để cứu cha của Sokka và Suki, một chiến binh đến từ Đảo Kyoshi.
Vào ngày của Sao chổi Sozin, Hỏa vương Ozai khai thác sức mạnh và năng lượng khủng khiếp của sao chổi để bắt đầu một chiến dịch diệt chủng tiêu diệt các phần còn lại của thế giới. Aang và bạn bè đã tách ra để đối mặt với từng mục tiêu, người tự xưng mình là Phụng vương Ozai, Azula (được đăng quang làm tân Hỏa vương), và hạm đội khinh khí Hỏa Quốc đi kèm với Ozai. Aang đã đối mặt và đánh bại Ozai. Zuko và Katara đã đánh bại Azula ngay buổi lễ đăng quang. Sokka, Toph và Suki tiêu diệt hạm đội phi thuyền. Zuko trở thành tân Hỏa vương và hứa với toàn thể mọi người sẽ giúp xây dựng lại thế giới sau một trăm năm của đau thương và chiến tranh.

## Nhân vật chính
- Aang (Hán tự: 安昂, An Ngang, lồng tiếng bởi Zachary Tyler Eisen) là nhân vật chính diện thích vui chơi, một trăm mười hai tuổi theo loạt phim, Aang mười hai tuổi về ngoại hình nhưng đã bị đóng băng trong một tảng băng trôi suốt một trăm năm. Cậu là hóa thân hiện tại của Thế Thần, là linh hồn của thế giới biểu hiện trong hình dạng con người, có nhiệm vụ duy trì sự cân bằng hòa bình giữa các quốc gia. Aang là một người hùng bất đắc dĩ, thích phiêu lưu và vui chơi hơn là nhiệm vụ của một Thế Thần và thích kết bạn hơn là chiến đấu với Hỏa Quốc.
- Katara (Hán tự: 卡塔拉, Ca Tháp Lạp, lồng tiếng bởi Mae Whitman) là một nữ ngự thủy sư mười bốn tuổi đến từ Thủy Tộc phương Nam, ngự thủy sư duy nhất còn sót lại trong bộ tộc. Katara phát hiện ra và giải thoát Aang khỏi một tảng băng trôi, mà trong đó cậu đã bị mắc kẹt hơn một trăm năm. Cùng với người anh trai Sokka của mình, cô đồng hành cùng với Aang trong sứ mệnh của cậu là đánh bại Hỏa vương, mang lại hòa bình cho thế giới, trong tập phim thí điểm không phát sóng, Katara được lấy tên là Kya, sau này tên đó dùng để đặt tên cho mẹ của cô.
- Sokka (Hán tự: 索卡, Sách Ca, lồng tiếng bởi Jack DeSena) là một chiến binh mười lăm tuổi của Thủy Tộc phương Nam. Cùng với em gái Katara, anh đồng hành cùng với Aang trong sứ mệnh của cậu là đánh bại Hỏa vương. Là thành viên chuyên pha trò hài hước của nhóm, Sokka mô tả chính mình là "anh chàng thích thịt" và "châm biếm". Không giống như những người bạn đồng hành trong nhóm, Sokka không có khả năng ngự thuật nguyên tố, nhưng điều đó thường làm anh trở thành một nạn nhân trong khiếu hài hước bản thân, là động lực để anh có cơ hội sử dụng vũ khí của mình một cách khéo léo, bao gồm cả boomerang đáng tin cậy và một thanh kiếm anh rèn từ một thiên thạch.
- Toph Beifong (Hán tự: 北方拓芙, Bắc Phương Thác Phù, lồng tiếng bởi Jessie Flower) là một ngự thổ sư mười hai tuổi bị mù. Trong Quyển Hai, cô bé rời bỏ gia đình giàu có và ngôi nhà tiện nghi của mình để tham gia Aang vào cuộc hành trình của cậu, với kế hoạch là dạy cho cậu ngự thổ thuật. Mặc dù bị mù, nhưng Toph "nhìn thấy" bằng việc cảm nhận rung động của mặt đất đến chân của cô. Cô trở thành ngự thổ sư đầu tiên học được cách điều khiển kim loại, và được xem là một trong những ngự thổ sư mạnh nhất thế giới.
- Zuko (Hán tự: 蘇科, Tô Khoa, lồng tiếng bởi Dante Basco) là vị hoàng tử lưu vong mười sáu tuổi của Hỏa Quốc, và trước đây là một nhân vật phản diện. Bởi nhiều sự kiện trong quá khứ của Zuko, phụ vương của anh, Hỏa vương Ozai xem anh là đồ thất bại, và Zuko cảm thấy mình phải bắt được Thế Thần để lấy lại danh dự. Theo thời gian, Zuko đấu tranh nội tâm để đối phó với sự tức giận của bản thân, sự tự thương hại, và các mối quan hệ gia đình, trong khi đó, anh phát triển sự thông cảm với những con người đã bị quốc gia của mình đàn áp. Trong Quyển Ba, anh đã chống lại Hỏa Quốc, và tham gia cùng nhóm Aang để dạy cậu ngự hỏa thuật. Vào lúc cuối cùng của loạt phim, anh trở thành Tân Hỏa vương.
- Azula (Hán tự: 阿祖拉, A Tổ Lạp, lồng tiếng bởi Grey DeLisle) là công chúa mười bốn tuổi của Hỏa Quốc. Là hoàng muội của Zuko và là một trong những nhân vật phản diện chủ đạo của loạt phim. Azula là một thần đồng ngự hỏa thuật và là một trong số ít ngự hỏa sư còn sống có thể triệu tập tia sét, cô cũng là nhân vật ngự hỏa sư duy nhất trong chương trình đạt đến trình độ lửa xanh, một hình thức nâng cao của ngự hỏa thuật. Cô không hề có chút e sợ về việc bắt nạt và đe dọa người thân của mình, và đặt lòng trung thành tuyệt đối vào phụ vương. Cô lần đầu tiên được giới thiệu ở phần cuối của Quyển Một, mặc dù cô đã xuất hiện trong cảnh nền của một tập phim trước đó.
- Iroh (Hán tự: 艾洛, Ngải Lạc, lồng tiếng bởi Mako Iwamatsu trong Quyển Một và Hai, Greg Baldwin trong Quyển Ba) là một tướng quân Hỏa Quốc đã về hưu, được biết đến với danh hiệu Con Rồng của Trời Tây, là hoàng bá và người cố vấn cho Hoàng tử Zuko. Iroh là người danh chính ngôn thuận được thừa kế ngai vàng của Hỏa Quốc cho đến khi em trai Ozai đoạt ngôi sau khi Hỏa vương Azulon băng hà. Bên ngoài, Iroh là một người vui vẻ, ông già lạc quan hơi lập dị, nhưng ông vẫn còn là một chiến binh quyền năng và là người cha thay thế tận tụy của Zuko. Iroh là một thành viên quan trọng của Hội Bạch Liên, một tổ chức xã hội bí mật của những người đàn ông từ tất cả các quốc gia và giúp giành lại Ba Sing Se trong đêm kết thúc của loạt phim. Không giống như hầu hết các ngự hỏa sư khác, Iroh không sử dụng cơn giận dữ để làm nguồn gốc cho sức mạnh của mình, thay vào đó ông sử dụng kỹ năng ngự hỏa thuần túy đã học được từ những con rồng. Ông cũng là một trong các ngự hỏa sư với khả năng hiếm tạo ra tia sét.
- Suki (Hán tự: 蘇琪, Tô Kì, lồng tiếng bởi Jennie Kwan) là thủ lĩnh mười lăm tuổi của các Chiến binh Kyoshi và là thành viên sau cùng tham gia sứ mệnh của Aang. Được giới thiệu rất sớm vào những tập đầu tiên tại quê nhà của cô trên Đảo Kyoshi, cô xuất hiện hơn hai lần, một lần nữa trong ở Quyển Hai, sau đó gia nhập Đội Thế Thần sau khi Sokka và Zuko giải cứu cô khỏi một nhà tù của Hỏa Quốc trong Quyển Ba. Giống như Sokka, cô không phải là một ngự nhân nhưng là một chiến binh tài năng có thể tự thân xử lý linh hoạt trong một cuộc chiến bằng kiếm, quạt thép, và các kỹ năng nhào lộn. Đến cuối loạt phim, cô là mối tình quan tâm hiển nhiên của Sokka.
- Ozai (Hán tự: 敖載, Ngao Tái, lồng tiếng bởi Mark Hamill) là người thống trị của Hỏa Quốc, là phụ vương của Zuko và Azula, hoàng đệ của Iroh, và là nhân vật phản diện của loạt phim. Trong Sozin's Comet: The Final Battle, ông tự phong mình là Phụng vương, người cai trị tối cao của thế giới, và bổ nhiệm Azula làm Hỏa vương mới của Hỏa Quốc, nhưng ông đã bị đánh bại bởi Aang. Ozai là một nhà lãnh đạo độc ác và tàn nhẫn, như các vị vua đời trước, và được mô tả là "người cha tồi tệ nhất trong lịch sử những người cha" bởi chính con trai của mình. Ozai đã đi quá xa trong việc trục xuất người vợ, Hoàng túc Ursa, và sau đó còn thừa nhận rằng việc trục xuất đó là quá nương tay cho một sự trừng phạt. Ông ủng hộ và yêu quý Azula hơn Zuko, bởi vì ông thấy được Azula là một thần đồng ngự hỏa phi thường và nhìn thấy niềm tin của chính mình thể hiện trong cô.

## Danh sách tập phim
| 1. Cậu bé trong tảng băng 2. Thế Thần đã trở lại 3. Nam Khí Tự 4. Các chiến binh Kyoshi 5. Vua của Omashu 6. Cầm tù 7. Đông Chí Phần 1: Linh Giới 8. Đông Chí Phần 2: Thế Thần Roku 9. Bí kíp Ngự thủy thần công 10. Jet 11. Hẻm núi Đại Địa 12. Cơn bão 13. Thanh Linh 14. Nhà tiên tri 15. Bato của Thủy Tộc 16. Kẻ đào ngũ 17. Bắc Khí Tự 18. Sư phụ Ngự thủy thuật 19. Cuộc vây hãm Bắc Thành Phần 1 20. Cuộc vây hãm Bắc Thành Phần 2 | 1. Trạng thái Thế Thần 2. Động Uyên Ương 3. Trở lại Omashu 4. Đầm lầy 5. Ngày Thế Thần 6. Tướng cướp mù 7. Zuko Đơn độc 8. Cuộc truy đuổi 9. Công việc gian nan 10. Thư viện 11. Sa mạc 12. Đèo Rắn Biển 13. Mũi khoan 14. Thành trì của những bức tường và bí mật 15. Chuyện kể thành Ba Sing Se 16. Những ngày thất lạc của Appa 17. Hồ Laogai 18. Thổ vương 19. Vị Guru 20. Ngã rẽ vận mệnh | 1. Thức tỉnh 2. Dải băng đầu 3. Họa Diện Thiên Nữ 4. Sư phụ của Sokka 5. Bãi biển 6. Thế Thần và Hỏa vương 7. Kẻ đào tẩu 8. Người múa rối bậc thầy 9. Ác mộng và ảo tưởng 10. Ngày Mặt Trời Đen Phần 1: Cuộc xâm lược 11. Ngày Mặt Trời Đen Phần 2: Nhật thực 12. Tây Khí Tự 13. Sư phụ Ngự hỏa thuật 14. Đá Sôi Phần 1 15. Đá Sôi Phần 2 16. Quân đột kích Nam Phương 17. Kịch nhân Đảo Than Hồng 18. Sao chổi Sozin Phần 1: Phụng vương 19. Sao chổi Sozin Phần 2: Trưởng lão 20. Sao chổi Sozin Phần 3: Tiến vào hỏa ngục 21. Sao chổi Sozin Phần 4: Thế Thần Aang |

## Giải thưởng
- Serie hành động/phiêu lưu truyền hình xuất sắc nhất
- Serie truyền hình xuất sắc nhất
- Sản phẩm hoạt hình xuất sắc nhất dành cho thiếu nhi
- Chương trình nổi bật cho thiếu nhi (Những ngày Appa thất lạc)

## Ảnh hưởng
Tại Việt Nam, loạt phim 61 tập được phát sóng trên 3 kênh, đó là: ANT - BPTV3, SAM - BTV11 và An Viên - BTV9.